# August Reinhard
August Reinhard (* 27. November 1831 in Ballenstedt; † 27. November 1912 ebenda) war ein deutscher Komponist und Verfasser einer Harmoniumschule.

## Biographie
August Reinhards kulturelles Umfeld wurde durch die Hofhaltung des Herzogs von Anhalt-Bernburg im Schloss Ballenstedt geprägt. Hofkonzerte und Opernaufführungen im Schlosstheater sowie Kontakte mit Orchestermusikern beeinflussten seine musikalische Entwicklung.
Doch er entschied sich zunächst für den Lehrerberuf. 1850 erhielt er eine Anstellung am Institut von Carl Brinckmeier in Ballenstedt. 1854 berief ihn der Fürst von Wittgenstein als Privatlehrer für seinen Sohn. 1868 schließlich kehrte Reinhard nach Ballenstedt zurück.
1888 musste Reinhard aus gesundheitlichen Gründen den Lehrerberuf aufgeben und widmete sich fortan der Musik, insbesondere setzte er sich für das Harmonium ein.
1901 wurde er zum Professor h. c. ernannt.
August Reinhard wohnte in Ballenstedt, Allee Nr. 27.

## Reinhard und das Harmonium
Auf seinen Studienreisen mit dem Prinzen von Wittgenstein besuchte Reinhard das Akustische Kabinett von F. Kaufmann & Sohn in Dresden. Dort spielte er zum ersten Mal auf einem Druckwindharmonium, was für ihn zu einem Schlüsselerlebnis wurde.
Reinhard sah im Druckwindharmonium kein billiges Orgelsurrogat, sondern ein Tasteninstrument, das in der Lage sei, expressive Orchestermusik darzubieten. Besonderes Augenmerk richtete er auf die technische Ausbildung zum Harmoniumspiel, das er als wesentlich verschieden vom Piano- oder Orgelspiel ansah. „Harmoniumpapst“ Reinhard distanzierte sich vom später allgemein verbreiteten Saugwindharmonium.
1877 erschien im Berliner Verlag Carl Simon seine Harmoniumschule op. 16, deren Auflage bis zu Reinhards Tod schon mehr als 40.000 Exemplare betrug. Diese Schule ist zumindest bis 1989 im Leipziger Verlag Edition Peters noch erhältlich gewesen.
Reinhard trat öffentlich in Harmoniumkonzerten auf und unterrichtete auch im Harmoniumspiel. Eine seiner Schülerinnen war Paula Simon-Herlitz, die spätere Schwiegertochter seines Verlegers.
Reinhard ist bedingt durch den Niedergang des Harmoniums während des 20. Jahrhunderts fast völlig in Vergessenheit geraten. In neuerer Zeit deutet sich wieder ein gewisses Interesse am Werk Reinhards an.

## Werke
- 24 Praeludien zum Gebrauch beim Gottesdienste für Harmonium (auch für Orgel) op. 12
- Zwanzig Harmonium-Studien (ein Supplement zu jeder Harmoniumschule) op. 13
- Harmoniumschule op. 16
- Drei Duos. Stücke für Harmonium und Pianoforte. (Anhang zur Harmoniumschule) op. 16a
- Sechs kleine Duos für Harmonium und Klavier op. 26
- Erstes Trio für Violoncell (Violine), Harmonium und Klavier, F-dur op. 28
- Zweites Trio für Violoncell (Violine), Harmonium und Klavier, F-moll op. 30
- 50 kurze und leichte Choralvorspiele für Harmonium op. 34
- Drei Sonatinen für Harmonium op. 38
- Kleine Harmonium-Schule. (Auszug aus op. 16) op. 45
- Drittes Trio für Violoncell (Violine), Harmonium und Klavier, G-dur op. 46
- 24 Choralvorspiele für Orgel oder Harmonium zum gottesdienstlichen Gebrauch op. 51
- 60 fünfstimmige Choräle mit Zwischenspielen und Schlüssen op. 52
- Caecilia. Sammlung von 253 Choralvorspielen aus alter und neuer Zeit für Orgel oder Harmonium zum gottesdienstlichen Gebrauch herausgegeben von A.R. (darin 35 Stücke von A.R.) op. 54
- Zehn Nachspiele für Orgel oder Harmonium zum gottesdienstlichen Gebrauche op. 72
- Studien. 50 Übungs- und Vortragsstücke für Harmonium. Heft I und II op. 74
- Ernste Studien für Harmonium. 44 Stücke in strengem Stil op. 83
- Erste Sonate für Harmonium und Klavier, C-dur op. 84
- Zweite Sonate für Harmonium und Klavier, d-moll op. 85
- Anleitung zum kirchlichen Harmoniumspiel für Anfänger op. 105
- Zur Totenfeier. Phantasie über bekannte Trauergesänge für Harmonium op. 109
- ferner zahlreiche Transkriptionen von Opern-, Oratorien- und sinfonischer Musik für Kammermusikbesetzungen mit Harmonium
- Werke für Klavier (auch vierhändig)

## Schriften
- Harmonium-Schule op. 16. Berlin: Carl Simon Musikverlag 1877
- Etwas vom Harmonium (Aus Briefen von A. Reinhard an Konzertmeister S. in D.). Ein Beitrag zur Erklärung des Wesens des Harmoniums. Berlin: Carl Simon Musikverlag 1895

### Noten
- Noten und Audiodateien von August Reinhard im International Music Score Library Project

| Personendaten    | Personendaten       |
| ---------------- | ------------------- |
| NAME             | Reinhard, August    |
| KURZBESCHREIBUNG | deutscher Komponist |
| GEBURTSDATUM     | 27. November 1831   |
| GEBURTSORT       | Ballenstedt         |
| STERBEDATUM      | 27. November 1912   |
| STERBEORT        | Ballenstedt         |